# Les Intrus : Chapitre 2
Série The Strangers
Les Intrus
(2024) Chapitre 3 (en)
(TBA)
Pour plus de détails, voir Fiche technique et Distribution.
Les Intrus : Chapitre 2 ou Les Inconnus : Chapitre 2 au Québec (The Strangers: Chapter 2) est un film américain réalisé par Renny Harlin et dont la sortie est prévue en 2025.
Il s'agit du quatrième film de la série The Strangers, débutée en 2008, et du second volet d'une trilogie se déroulant dans la continuité des deux premiers films.

## Fiche technique
Sauf indication contraire, les informations mentionnées dans cette section peuvent être confirmées par les bases de données cinématographiques IMDb et Allociné,  présentes dans la section « Liens externes ».
- Titre original : The Strangers: Chapter 2
- Titre français : Les Intrus : Chapitre 2
- Titre québécois : Les Inconnus : Chapitre 2
- Réalisation : Renny Harlin
- Scénario : Alan R. Cohen, Alan Freedland et Amber Loutfi
- Musique : Justin Caine Burnett
- Direction artistique : Ghinea Diana et Silvia Nancu
- Décors : Adrian Curelea
- Costumes : Oana Draghici
- Photographie : José David Montero
- Montage : Michelle Harrison
- Production : Alastair Burlingham, Mark Canton, Charlie Dombek, Christopher Milburn, Gary Raskin et Courtney Solomon
- Production déléguée : Andrei Boncea, Dorothy Canton, Anders Erdén, Ken Halsband, Kia Jam, Roy Lee et Blair Ward
- Sociétés de production : Lionsgate Films, Fifth Element Productions et Frame Film
- Société de distribution : Lionsgate (États-Unis), Cineplex Pictures (Canada), Metropolitan Filmexport (France)
- Pays de production :  États-Unis
- Langue originale : anglais
- Format : couleur — son Dolby Atmos
- Genre : horreur
- Durée : 162 minutes
- Date de sortie : 26 septembre 2025
- France : 29 octobre 2025

## Distribution
- Madelaine Petsch : Maya
- Richard Brake : le shérif Rotter
- Rachel Shenton : Debbie
- Brooke Lena Johnson : Dr Danica
- Froy Gutierrez : Ryan
- Florian Clare : Chris Sampson
- Janis Ahern : Carol
- Pablo Sandstrom : Neil
- J.R. Esposito : Dr Tate
- Sara Freedland : Annie
- Pedro Leandro : Adjoint Walters
- Ema Horvath (en) : Shelly

## Production
Le tournage du film a lieu en septembre 2022 à Bratislava, en même temps que celui du précédent opus et du suivant. Les prises de vues s'achèvent en novembre 2022,.
Selon le réalisateur Renny Harlin, les Chapitres 2 et 3 iront dans une autre direction que le premier film.